# Platbodem

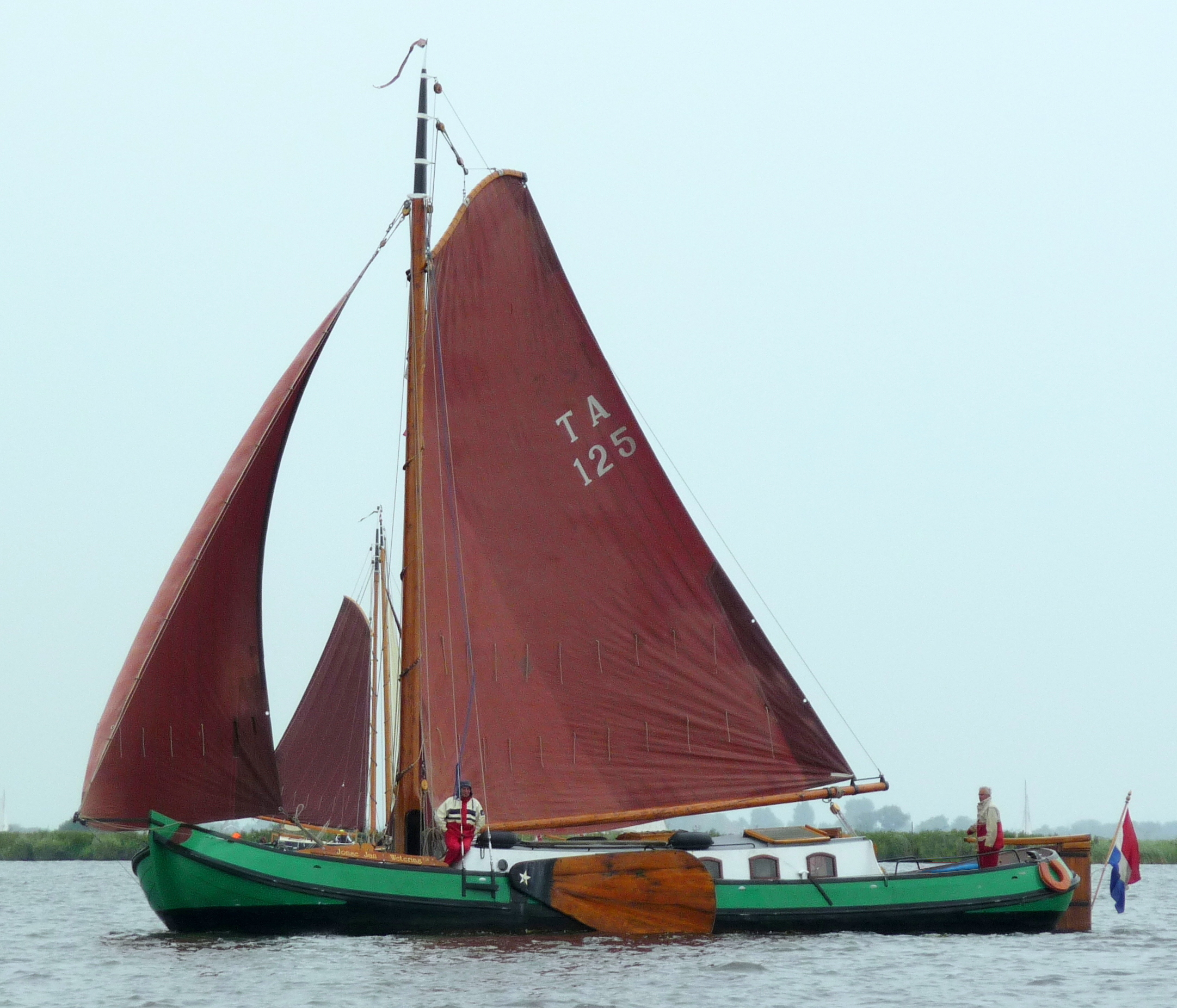
Platbodem met zijzwaard

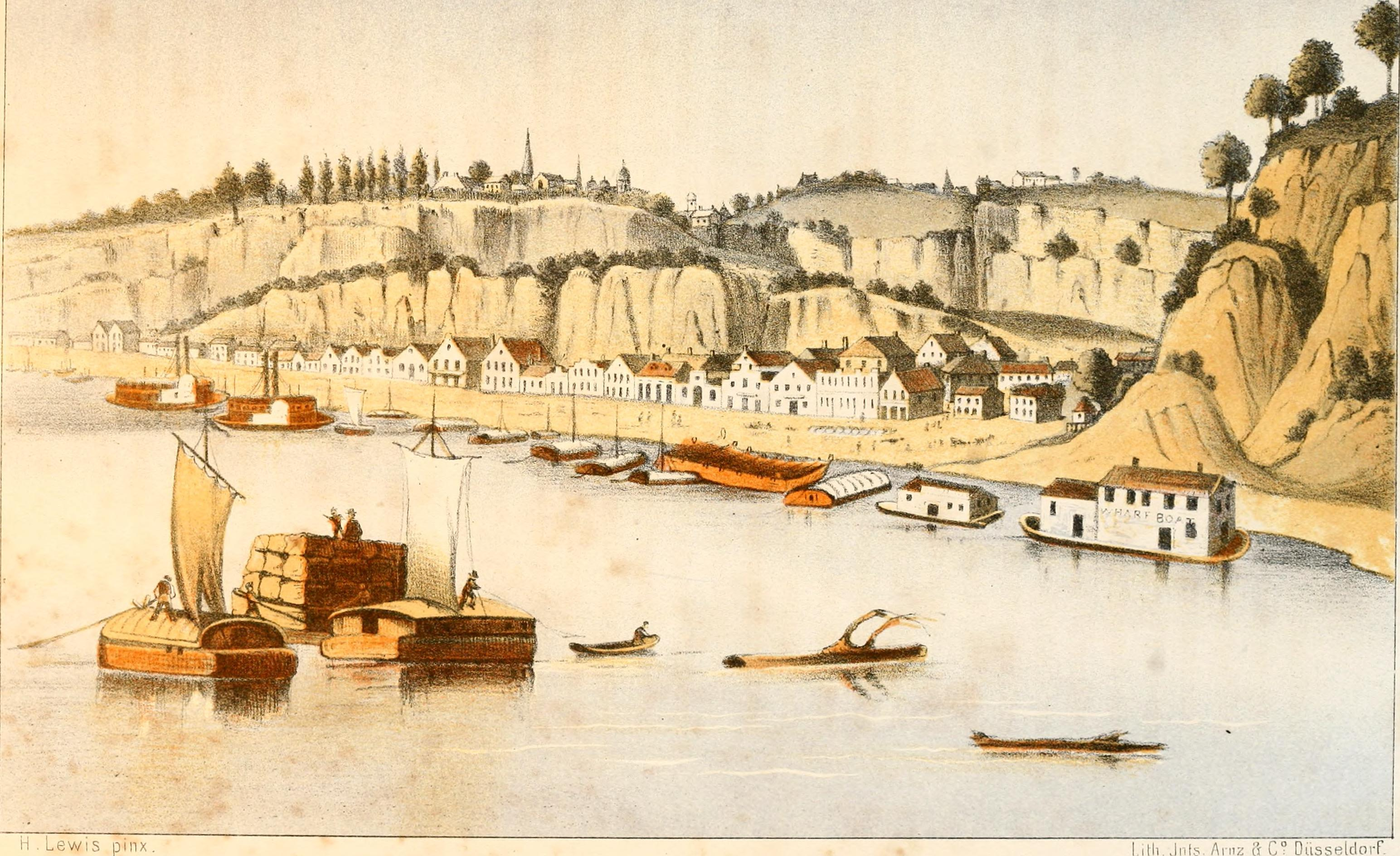
'Flatboats' op de Mississippi in 1857

Een platbodem is – strikt genomen – een schip met een platte onderkant (bodem), maar meestal worden hiermee de historische zeilvaartuigen uit de Lage Landen aangeduid die geen, of nagenoeg geen kiel bezitten. Een platbodem wordt ook wel – vooral in vroeger jaren – aangeduid als platboomd vaartuig.

## Kenmerken
De kenmerken zijn een in de breedte gezien platte of nagenoeg platte bodem en een kiel die niet of nauwelijks onder het vlak uitsteekt. Een platbodem heeft in plaats van een kiel doorgaans zijzwaarden.
Platbodems hebben weinig diepgang en ze kunnen probleemloos droogvallen. In getijdewateren kunnen zij met laagwater op een zandbank liggend hoogwater afwachten.
In het waddengebied en de Zeeuwse wateren werd dit vaak gedaan door bijvoorbeeld de schelpen-, wier- en oestervissers. Hun schepen waren daarvoor voorzien van een zwaar uitgevoerde bodem. In Zeeland: de hoogaars en de hengst, in de Waddenzee: de Wieringeraak en diverse bolschepen. De kleinere platbodems werden gebruikt voor de visserij en transport op het relatief ondiepe binnenwater.
In de provincie Friesland werden platbodems (meestal tjalken en pramen) gebruikt om hun lading (turf, mest, terpaarde) door ondiepe vaartjes van Friesland naar het Westland en de Randstad te vervoeren.
Originele platbodemjachten staan meestal ingeschreven in het stamboek ronde en platbodemjachten.
Ook de schepen van het type rondbouw, zoals de lemsteraak, Staverse jol en de boeier, behoren tot de familie van platbodemschepen.

## Verspreidingsgebied
Platbodems zijn zeer geschikt voor waddengebieden en ondiepe benedenlopen van rivieren. In West-Europa komen ze daarom voor in een gebied dat zich uitstrekt van de Oostzee via het Friese taalgebied (inclusief Noord-Duitsland), de Lage Landen (inclusief België) en Zuidoost-Engeland tot in de Theemsmonding.

## Huidig gebruik

### Chartervaart
Veel Hollandse platbodems, met name voormalige zeilende ijzeren vrachtschepen, zijn behouden gebleven dankzij de opkomst van de chartervaart, in de volksmond de 'bruine vloot'. Ze zijn dan aangepast voor het accommoderen van passagiers, als een zeilend vakantieverblijf of partyschip waarmee vaartochten worden gehouden. Dit leidt vaak tot concessies in verband met de authenticiteit van het oorspronkelijke schip. Door deze wijze van exploitatie kunnen sommige grotere schepen behouden blijven. Op deze schepen vaak een aantal zaken aangepast, al dan niet met gebruik van moderne materialen om zulk gebruik rendabel te doen zijn. De eigenaren willen er, net als vroeger, hun brood mee verdienen. De schepen moeten in verband met de veiligheid voldoen aan strenge regelgeving. Dit vereist aanpassingen die soms als niet authentiek worden gezien.
Er zijn er ook schepen aangepast op een wijze die niets te maken heeft met het oorspronkelijk gebruik. Ze trekken klanten aan die bijvoorbeeld extreem veel comfort willen of een 'piratenschip'. Typenamen zijn soms verzonnen en de woorden 'authentiek' en 'origineel' worden als marketingtermen gebruikt.

### Monumentaal Bedrijfsvaartuig
Een andere groep schipper-eigenaars heeft zijn schepen in oude staat als zeilend bedrijfsvaartuig teruggebracht, met minieme noodzakelijke aanpassingen in verband met de veiligheid. Deze schepen zijn in Nederland veelal ingeschreven als varend monument in het Nationaal Register Varende Monumenten. De eigenaren zijn vaak lid van de Landelijke Vereniging tot Behoud van het Historisch Bedrijfsvaartuig, de LVBHB. Met deze platbodems zijn soms ook tochten te maken. De opbrengsten van deze vorm van verhuur worden gebruikt om het schip als cultuurhistorisch erfgoed te bewaren.

### Pleziervaartuig

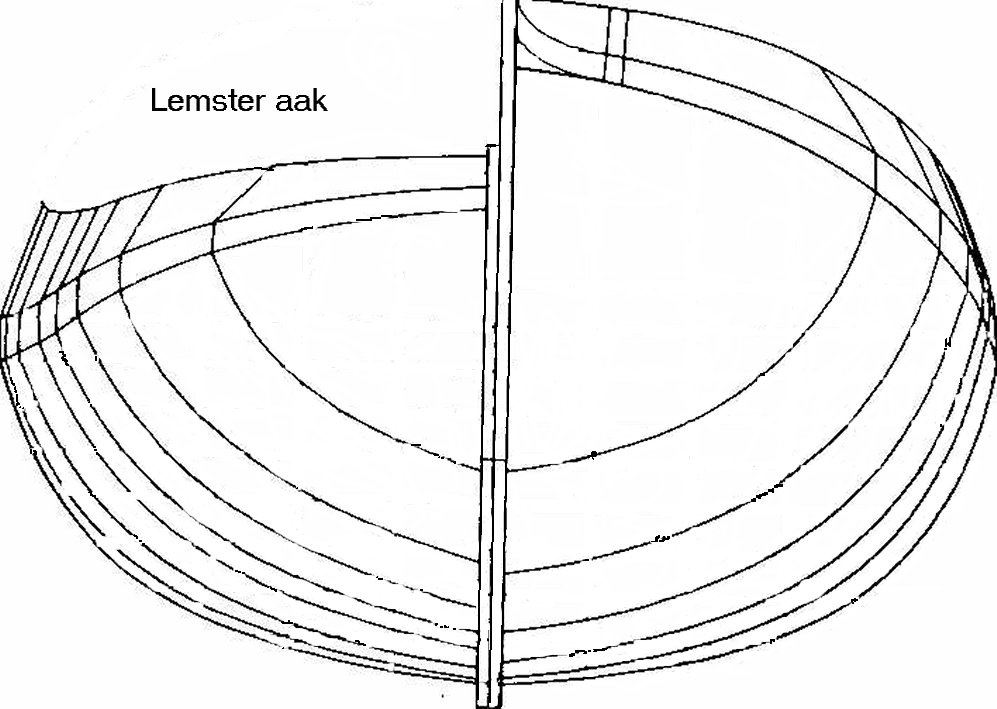
Spant van een lemsteraak

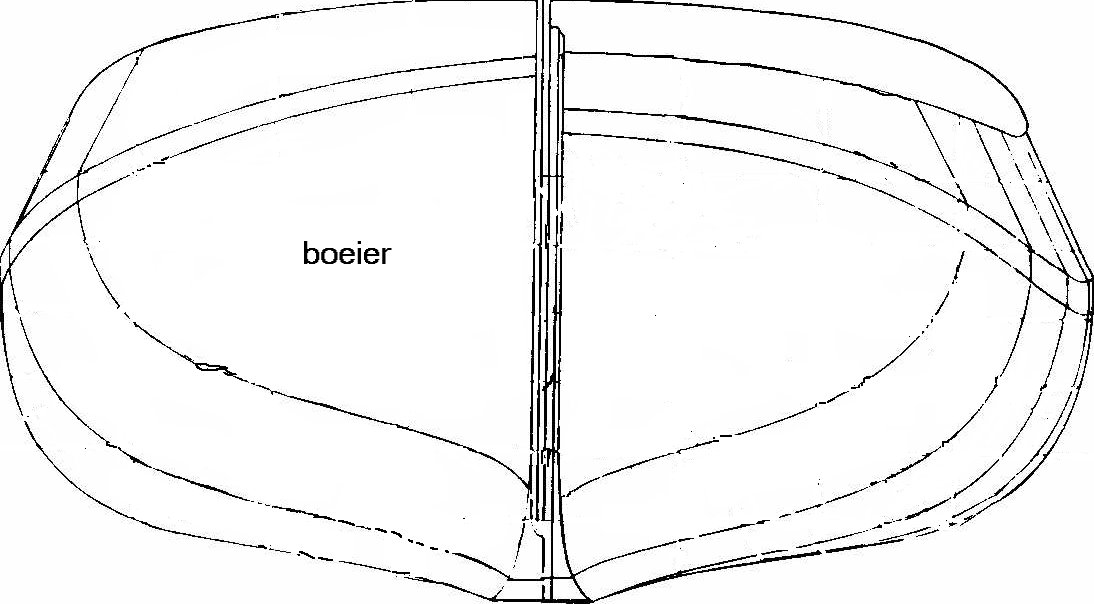
Spant van een boeier

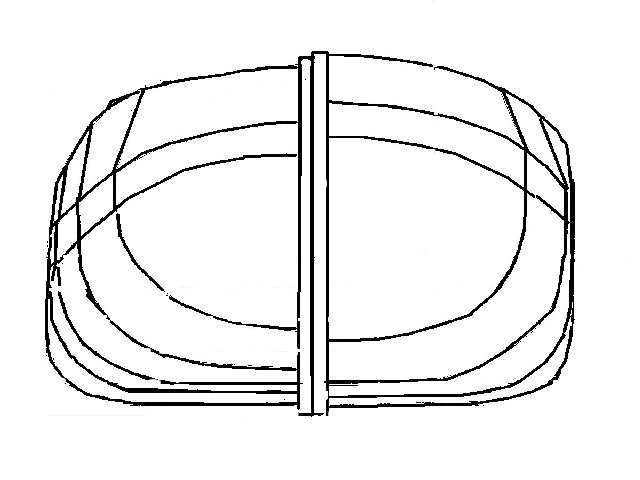
Spant van een tjalk

Een aantal is ook in gebruik als pleziervaartuig. De eigenaars besteden vaak veel tijd, moeite en ook geld om hun schip in goede originele staat te houden. Varende schepen die traditionele kenmerken hebben zijn vaak ingeschreven bij de Stichting Stamboek Ronde en Platbodemjachten.
Diverse gemeentes met een haven langs de voormalige Zuiderzee zien de laatste tijd in dat het bieden van een ligplaats aan dergelijke schepen een goede zaak is voor de middenstand en dat het aanzicht van de haven en de stad verbetert.

### Woonschip
Een groot aantal voormalige platbodems is in gebruik als woonboot. Zij liggen ergens vast aangemeerd met mensen als bewoners erop. Het is mogelijk dat deze schepen onder een van bovengenoemde categorieën vallen. Er zijn er ook waar op een bestaande romp een nieuwe opbouw is geplaatst. Of dit valt onder verfraaiing blijft altijd een twistpunt. Praktisch is het over het algemeen voor het beoogde doel wel.

## Soorten

### Soorten naar geografisch gebied
Er zijn diverse soorten platbodems met ieder hun eigen kenmerken.
- In het waddengebied waren ze rond van bouw en werden aken genoemd. Zie Wieringeraak.
- In het Friese merengebied werden zij ook rond gebouwd maar veel lichter van uitvoering.
- In de Zeeuwse wateren waren zij scherp van bouw met voor meer diepgang dan achter.
- In het Zuiderzeegebied was er veel variatie:
  - schepen van de oostwal als de schokker, de bons en de zeepunter zijn scherp en hoekig van bouw.
  - schepen van de westwal en zuidwal zijn volrond en hoog aan de voorzijde met een dek, en laag en open aan de achterzijde (geveegd), zoals de diverse botters en bolschepen, dit was noodzakelijk voor de diverse vormen van visserij.

### Soorten in de vrachtvaart
In de vrachtvaart op de binnenwateren zijn ze lang en smal van vorm met een grote verscheidenheid in uitvoering en maat. Hieronder vallen de types als aak, rivierklipper en de grote familie van tjalken en pramen. Deze schepen zijn vaak gebouwd met een bepaald gebruiksdoel voor ogen. Zo zijn er veel verschillende maten en rompvormen. Vaak gemaakt voor een bepaald vaargebied. Met een formaat voor een bepaalde sluis bijvoorbeeld.
Vooral de tjalken waren het transportmiddel over water bij uitstek in de Lage Landen en werden voor alles gebruikt, van het vervoer van turf, terpaarde en stront met de friese tjalk tot personenvervoer over de Zuiderzee.